# Marion Mahony Griffin

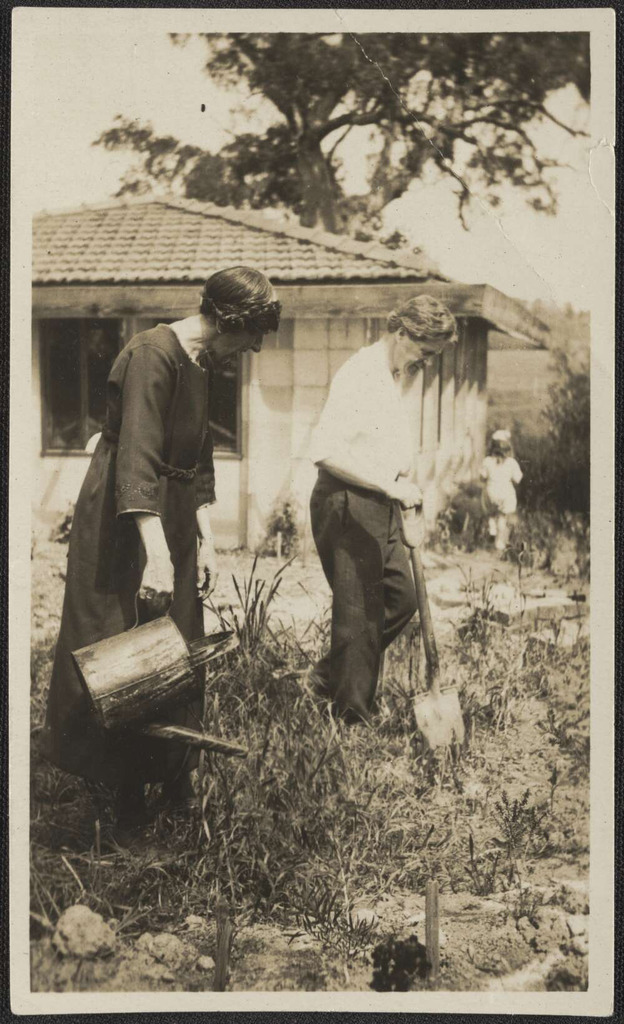
Walter Burley Griffin och Marion Mahony Griffin i sin trädgård i Heidelberg, Victoria, Australien, 1918

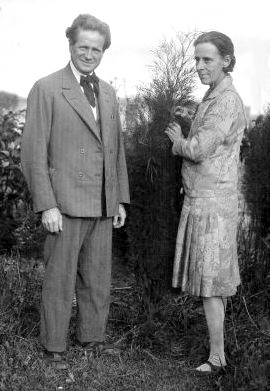
Walter Burley Griffin och Marion Mahony Griffin i Sydney, 1930

Marion Lucy Mahony Griffin, född 14 februari 1871 i Chicago, död 10 augusti 1961 i samma stad, var en amerikansk arkitekt och konstnär som tillsammans med sin man vann arkitekttävlingen om utformningen av Australiens federala huvudstad Canberra. Hon var en av de första amerikanska kvinnliga arkitekterna med akademisk examen och räknas som en av de ursprungliga medlemmarna av den arkitekturstilen prärieskolan. Efter examen vid Massachusetts Institute of Technology 1894 samarbetade hon med Frank Lloyd Wright.
År 1911 gifte hon sig med kollegan Walter Burley Griffin. Tillsammans vann de tävlingen om utformningen av Australiens nya federala huvudstad Canberra skulle, där hennes perspektivmålningar hade stor betydelse för utgången.
Under arbete i Lucknow, Indien, 1937 avled maken och efter det var Marion Mahony Griffin inaktiv i sin konstnärliga verksamhet och det var först omkring 1950 som hon kom att få erkännande.

## Bildgalleri

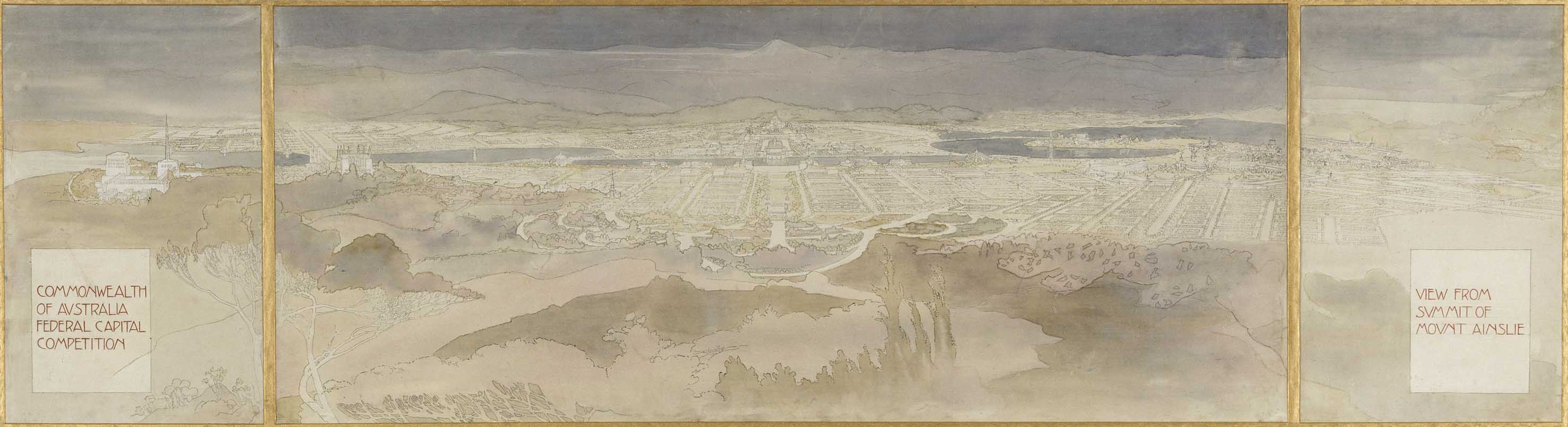
Akvarell ur "Canberra Design", 1911 eller 1912
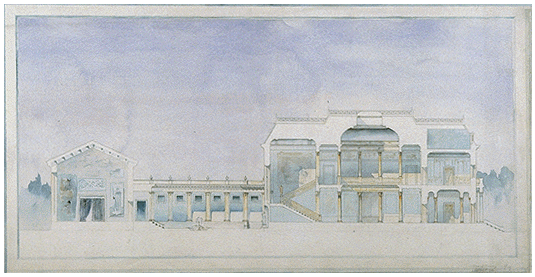
Artist's Studio, 1894
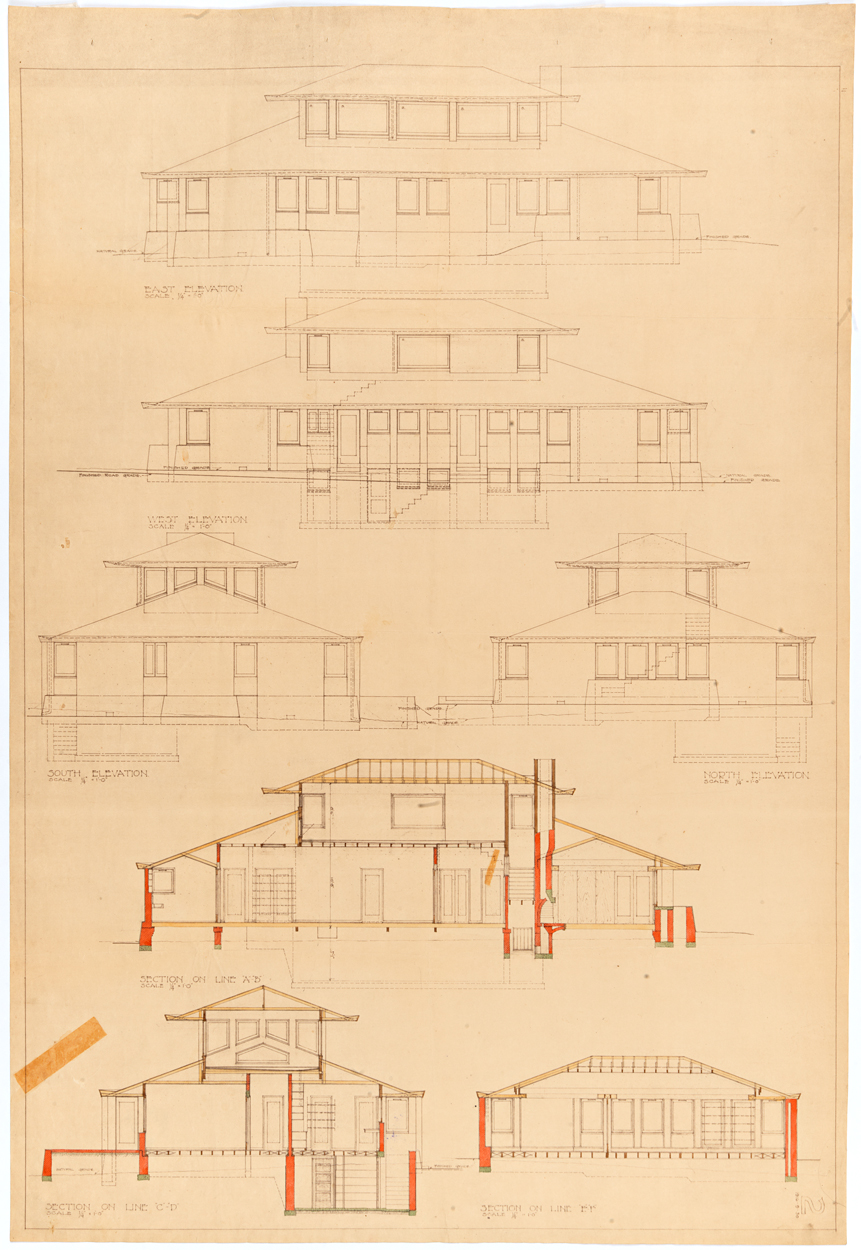
Ritning för förortsvilla i Australien, okänt år